# Chacun sa vie
Pour plus de détails, voir Fiche technique et Distribution.
Chacun sa vie est un film français réalisé par Claude Lelouch, sorti en 2017.
Le film présente plusieurs histoires d'amour ou de séparations, des tranches de vie et des destins liés par le hasard ou la coïncidence, sur fond de festival de jazz à Beaune, en Côte d'Or.
Chacun sa vie est le dernier film dans lequel Johnny Hallyday joue.

## Synopsis
Plusieurs personnes vivent des histoires d'amour ou de séparation :
- une prostituée annonce à l’un de ses clients, le président d'une cour d'assises qui est tombé amoureux d'elle, qu'elle ne l’a jamais aimé ;
- Johnny Hallyday, après avoir séduit une châtelaine mariée, porte plainte contre un sosie qui lui pose un problème ;
- une femme cherche à se débarrasser de son mari alcoolique en proposant à la maîtresse de ce dernier de partir avec lui ;
- un homme subissant un redressement fiscal tombe amoureux de l'inspectrice des impôts ;
- un procureur de la République et un juge aux affaires familiales vivent difficilement leur célibat.

## Fiche technique
- Titre : Chacun sa vie
- Réalisation et scénario : Claude Lelouch
- Dialogues, adaptation : Pierre Uytterhoeven, Valérie Perrin, Grégoire Lacroix, Claude Lelouch
- Production : Samuel Hadida, Victor Hadida, Claude Lelouch, Jean-Paul De Vidas
- Musique : Francis Lai
- Son : Harald Maury
- Photographie : Robert Alazraki
- Société de distribution : Metropolitan Filmexport
- Pays de production :  France
- Genre : comédie
- Durée : 113 minutes
- Date de sortie :
  - France : 15 mars 2017

## Distribution
- Jean-Marie Bigard : le médecin optimiste
- Laurent Couson : un musicien
- Béatrice Dalle : Clémentine
- Gérard Darmon : Paul Richer
- Jean Dujardin : Jean, le flic
- Antoine Duléry : le policier / le maire
- Philippe Lellouche : Philippe
- Johnny Hallyday : lui-même (dans une situation fictive) / le sosie
- Elsa Zylberstein : la comtesse
- Francis Huster : l'avocat général
- Chantal Ladesou : la contrôleuse fiscale
- Christophe Lambert : Antoine de Vidas
- Michel Leeb: François Pinata
- Pauline Lefèvre : Pauline
- Stéphane De Groodt : Stéphane
- Isabelle De Hertogh : la juge
- Vanessa Demouy : Lola, la copine de Philippe
- Marianne Denicourt : Marianne de Vidas
- Thomas Levet : Tony Rivera
- Dimitri Naïditch : Dimitri Naïditch
- William Leymergie : l'avocat parisien
- Éric Dupond-Moretti : le président de la cour d'assises
- Nadia Farès : Nadia
- Julie Ferrier : Nathalie Richer / Judith
- Liane Foly : Eugénie Flora
- Ramzy Bedia : Tahar
- Samuel Benchetrit : Samuel
- Déborah François: Jessica
- Kendji Girac : Kendji Girac
- Raphaël Mezrahi : Robert, le premier motard
- Vincent Perez : le comte
- Rufus : le chauffeur de taxi
- John Sehil : un mécanicien
- Mathilde Seigner : Mathilde
- Isabelle Pasco : la compagne du policier
- Zinedine Soualem : Zinedine
- Estas Tonne : Estas
- Valérie Steffen : la prostituée remplaçante n° 1
- Lola Marois : la prostituée remplaçante n°2
- David Marouani : le gendarme
- Solenne Rodier : Lucie
- Pascal Rouleux : un policier / un détenu
- Angelica Sarre : Angèle

## Distinctions
- Festival du film de Cabourg 2017 : Swann d'or de la meilleure actrice pour Béatrice Dalle